# Geoffrey Tozer
Geoffrey Tozer, né Geoffrey Peter Bede Hawkshaw Tozer à Mussoorie, dans le Nord de l'Inde, le 5 novembre 1954, et mort à Melbourne (Australie) le 21 août 2009, est un pianiste australien.

## Biographie
Né Geoffrey Peter Bede Hawkshaw Tozer, dans le nord de l'Inde où résidaient ses parents à l'époque, sa mère part vivre à Melbourne avec Geoffrey et son frère aîné Peter quelques années plus tard. Tozer reçut son éducation primaire à l’Ecole Saint Joseph à Malvern. L'historien Edward Duyker était son compagnon de classe. Il compléta ses études secondaires au Collège De La Salle à Malvern. Pianiste précoce, il est remarqué dès l'âge de 8 ans en interprétant le Concerto n°5 de Jean-Sébastien Bach avec le Melbourne Symphony Orchestra, pour un concert télévisé retransmis par la ABC. À 10 ans, il interprète un concerto de Beethoven au Nicholas Hall de Melbourne, avec le Astra Orchestra dirigé par George Logie-Smith. Deux ans plus tard, il a déjà interprété les 5 concertos de Beethoven.
Il fait ses débuts de concertiste en Europe au Royal Albert Hall et le BBC Symphony Orchestra sous la direction de Sir Colin Davis.
Il a étudié le piano avec Eileen Ralf et Keith Humble en Australie, Maria Curcio en Angleterre, et Theodore Lettvin aux États-Unis.
Au début des années 1980, il enseigne à l'Université du Michigan puis à l'école de musique de Canberra.
En 1986, il entame une tournée en Australie pour célébrer le centenaire de la mort de Franz Liszt, il interprète à cette occasion l'intégrale de ses concertos pour piano, entre autres œuvres du compositeur hongrois.
En 1993, Tozer s'est produit en Chine, notamment à Beijing, Shanghai et Nanjing.
Dans les années 1990, il enregistre l'intégrale des concertos de Nikolaï Medtner avec le London Philharmonic, sous la direction de Neeme Järvi pour le label Chandos, enregistrement qui lui assure une renommée internationale. D'autres pièces de Medtner, notamment des sonates, seront également enregistrées.
Il meurt d'une maladie du foie à Melbourne le 21 août 2009, à l'âge de 54 ans.

## Prix
- Prix Churchill 1968 et 1971
- Médaille Rubenstein 1977 et 1980
- Médaille du Centenaire de Liszt 1986
- Prix Belge Alex de Varies
- Britain's Royal Overseas League Medallion

## Récompenses
- Diapason d'Or 1992 pour l'enregistrement des 3 concertos de Medtner
- Prix Soundscapes (Australie) "Enregistrement de l'année" 1996 pour un disque de Ferruccio Busoni

## Discographie
- Concertos pour piano n°1, 2 et 3 de Nikolaï Medtner, Sonate-Ballade pour piano, en fa dièse majeur, op.27; The London Philharmonic, dir. Neeme Järvi; Chandos, 1992.
- Parmi les autres compositeurs du XXe siècle qu'il affectionne et qu'il a enregistrés, on peut citer Alan Rawsthorne, John McEwen, Erich Wolfgang Korngold, Roberto Gerhard, Ottorino Respighi, Ferruccio Busoni, Artur Schnabel, Nicolas Tcherepnine et Percy Grainger.

## Sources
D'après les articles de Wikipédia en anglais et en allemand, ainsi que le livret du CD référencé.